# امیلی وست‌وود
امیلی وست‌وود (انگلیسی: Emily Westwood؛ زادهٔ ۵ آوریل ۱۹۸۴) بازیکن فوتبال اهل انگلستان است. او یک هافبک تهاجمی برای تیم ملی فوتبال زنان انگلیس و  بیرمنگام است، اما در صورت نیاز در پست یک مدافع اضطراری بازی می‌کند. او نماینده کشورش در سطوح زیر ۱۶، زیر ۱۹ و زیر ۲۱ سال بود، او همچنین افتخارات بین‌المللی، از جمله حضور در مسابقات قهرمانی زنان یوفا در سال ۲۰۰۵ و ۲۰۰۹ بدست آورد.

## دوران حرفه‌ای باشگاهی
وست‌وود فوتبال را در سن دوازده سالگی در تیم جوانان ولورهمپتون واندررز آغاز کرد. در سن ۱۶ سالگی به تیم اصلی «زنان ولوز» رفت.
وست‌وود به مدت پنج سال در بخش شمالی، دومین لیگ برتر فوتبال زنان انگلیس، بازی کرد. از سال ۲۰۰۵ تا ۲۰۱۰ او برای اورتون در لیگ برتر بازی کرد. او با این تیم در ۳ مه ۲۰۱۰ با پیروزی ۳-۲ در فینال مقابل آرسنال، قهرمان باشگاه‌های کشور شد. در مه ۲۰۱۲، در مقابل چلسی در ضربات پنالتی با نتیجه ۳-۲ شکست خورد و نتوانست برنده‌ شود.
در دسامبر ۲۰۱۰، وست‌وود با تیم زنان بیرمنگام سیتی قرارداد امضا کرد. او با بیرمنگام در فصول ۲۰۱۱ و ۲۰۱۲ سوپر لیگ زنان انگلستان نایب قهرمان شد و جام حذفی زنان ۲۰۱۱–۲۰۱۲ را به دست آورد. او همچنین در دو دوره لیگ قهرمانان زنان یوفا حضور داشت. در ژانویه ۲۰۱۶ وست‌وود قرارداد خود را با این باشگاه تمدید کرد. او همچنین در مجموع هفت بازی در دو حضور متوالی در رقابت‌های لیگ قهرمانان اروپا در فصل‌های ۲۰۱۲/۱۳ و ۲۰۱۳/1۴ بازی کرد. او در ژوئیه ۲۰۱۷ در حالی که بانوان بیرمنگام سیتی در فینال جام حذفی زنان به مصاف منچسترسیتی رفت، هت تریک کرد. این مدافع باتجربه پیش از این دو بار در یک دوران طولانی و بازی در بالاترین سطح، جام را بالای سر برده است.
او در دوران حضورش در اورتون از سال ۲۰۰۵ تا ۲۰۱۰ و بیرمنگام سیتی از سال ۲۰۱۰ تا ۲۰۱۸، جام معروف جام حذفی را با این دو باشگاه بالای سر برد، در حالی که شکست در مرحله نهایی را نیز تجربه کرده است.

## دوران تیم ملی
پس از اینکه وست‌وود در مسابقات بین‌المللی برای تیم‌های ملی جوانان اتحادیه فوتبال انگلیس در رده‌های سنی زیر ۱۶، زیر ۱۹ و زیر ۲۱ سال بازی کرد. او اولین گل بین‌المللی خود را در ۲۸ سپتامبر ۲۰۰۸ در پراگ در پیروزی ۵-۱ مقابل تیم ملی جمهوری چک در آخرین بازی مرحله مقدماتی دوم، گروه ۱ برای جام جهانی ۲۰۰۹ فنلاند به ثمر رساند. او با تیم ملی بزرگسالان در مسابقات قهرمانی اروپا که در سال ۲۰۰۵ در کشور خودش برگزار شد شرکت کرد و در اولین بازی قهرمانی اروپا در گروه A در ۵ ژوئن ۲۰۰۵ در پیروزی ۳-۲ مقابل تیم ملی فنلاند به میدان رفت. 
وست‌وود اولین بازی خود را برای تیم ملی فوتبال زنان انگلیس با پیروزی ۴-۱ خانگی مقابل ایتالیا در فوریه ۲۰۰۵ شروع کرد. این تنها بازی او در مسابقات بود. چهار سال بعد او آخرین بازی گروه C را در مسابقات قهرمانی اروپا در تورکو فنلاند انجام داد. رویارویی با تیم ملی سوئد در ۳۱ اوت ۲۰۰۹ با تساوی ۱-۱ به پایان رسید. دومین بازی او در مسابقات فینال بود که در ۱۰ سپتامبر ۲۰۰۹ در استادیوم المپیک هلسینکی انجام شد و ۲-۶ مقابل تیم ملی آلمان شکست خورد و در دقیقه ۸۶ به عنوان بازیکن تعویضی وارد زمین شد.
قبل از آن، او در مجموع پنج بازی دوستانه بین‌المللی در سال‌های ۲۰۰۷ و ۲۰۰۸ و همچنین در دو بازی بین‌المللی آخر خود در ۲۴ فوریه و ۱ مارس ۲۰۱۰ مقابل تیم‌های ملی آفریقای جنوبی (۰-۱) و سوئیس (۰-۱) بازی کرد. او همچنین در مسابقات جام قبرس ۲۰۰۹ با تیم ملی بزرگسالان شرکت کرد و با بازی‌های خود و گلزنی مقابل تیم ملی اسکاتلند در قهرمانی نهایی نقش داشت. آخرین گل‌هایش از چهار گل ملی او در ۲۵ اکتبر ۲۰۰۹ در بلکپول در برد ۸-۰ در اولین بازی از گروه ۵ مقدماتی جام جهانی و در آن در ۲۶ نوامبر ۲۰۰۹ در پیروزی ۳-۰ مقابل ملی پوش ترکیه در ازمیر گلزنی کرد.
زمانی که اتحادیه فوتبال انگلیس طرح شماره‌های میراث خود را برای گرامیداشت پنجاهمین سالگرد افتتاحیه ملی پوشان انگلیس اعلام کرد، به وست وود شماره ۱۵۹ اختصاص یافت.